# Royaume ouïghour de Qocho
Cette page contient des caractères spéciaux ou non latins. S’ils s’affichent mal (▯, ?, etc.), consultez la page d’aide Unicode.
843 – Fin XIIe siècle - mi XIVe siècle
Entités précédentes :
- Khaganat ouïgour
- Empire du Tibet

Entités suivantes :
- Khanat de Djaghataï

Qocho (chinois traditionnel : 高昌回鶻 ; pinyin : Gāochāng Húihú ; litt. « Ouïghours Qocho », mongol : ᠦᠶᠭᠦᠷ), aussi connu sous le nom d'Idiqut,,,, (« gloire ») est un royaume tocharo-ouïghour créé en 843. Il a été fondé par des réfugiés Ouïghours fuyant la destruction du Khaganat ouïgour (sur l'actuelle Mongolie) par les Ienisseï kirghize. Ils font de Qocho leur capitale d'été et de Beshbalik leur capitale d'hiver . Sa population est désignée sous le nom de « Ouïghours Xizhous » d'après l'ancien nom chinois utilisé par les Tang pour désigner Gaochang, de « Ouïghours Qochos » d'après le nom de leur capitale, de « Ouïghours Kuchas » d'après le nom de Kucha, une autre cité qu'ils contrôlent, ou encore de « Ouïghours Arslans » (Lion) d'après le titre de leur roi.

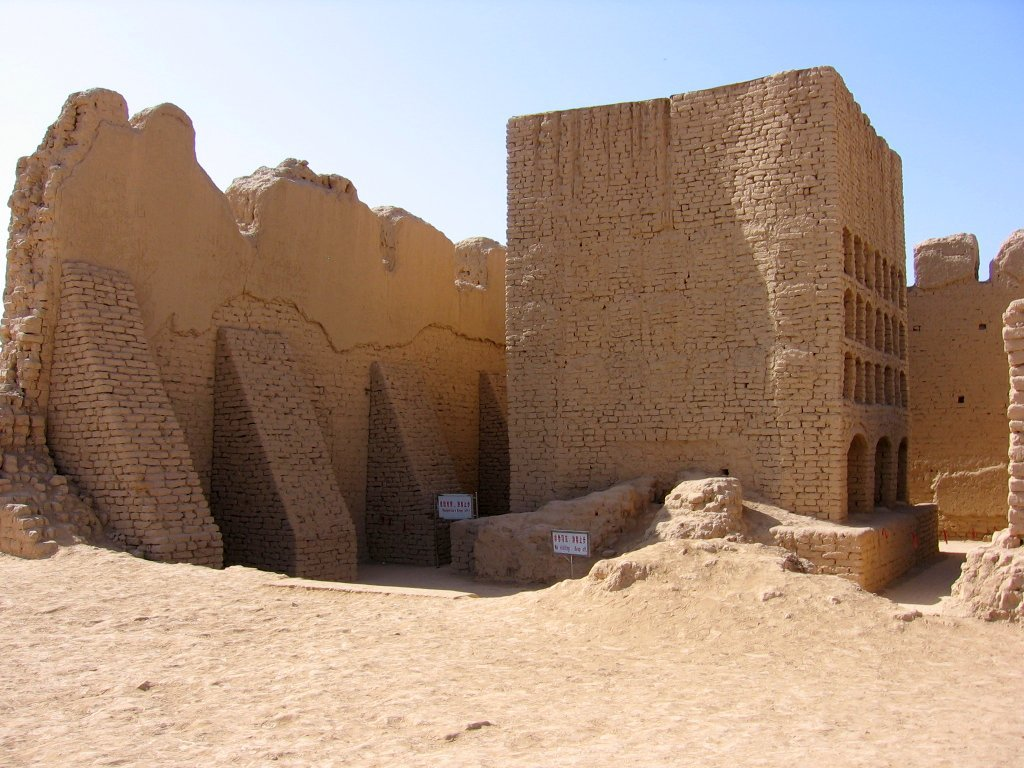
Vestige d'une stupa à Gaochang

Les souverains du royaume de Qocho font remonter leur lignée jusqu'à Qutlugh de la dynastie Ediz du Khaganat Ouïghour.
Ls principales religions du royaume sont sur une importante partie de son histoire, bouddhisme, manichéisme et nestorianisme.

## Histoire
En 840, les Ouïghours sont vaincus par les Kirghizes qui s'emparent de leur capitale. Cet événement marque la chute du Khaganat ouïgour et la division du peuple Ouïgour en deux groupes. Le premier part vers le sud-est et finit par s'installer dans le Gansu occidental. On les appelle les Ouïgours de Ganzhou (甘州回鹘), ou les Ouïgours de Hexi (河西回鹘). Le second, dirigé par le chef Pangtele, part vers le sud-ouest, dans le Turkestan oriental, s'empare en 843 des villes de Karachahr et Kucha et fonde le Royaume de Qocho.
Après sa fondation, le nouveau royaume commence une phase d'expansion territoriale au détriment de la Chine des Tang. En 866, les Ouïghours s'emparent des xians de Tingzhou et Xizhou, ainsi que des villes de Changbaliq et Luntai, qui font toutes les deux partie du Circuit de Guiyi (en). Fort de ces premières réussites, le royaume de Qocho renouvelle ses attaques contre ce circuit en 869 et 870, mais les soldats Ouïghours sont à chaque fois repoussés. Ils connaissent plus de réussite en 876, lorsque, après une nouvelle attaque contre le circuit de Guiyi, le royaume de Qocho s'empare du xian de Yizhou. À peine annexé, le nouveau territoire est renommé Kumul.
À partir de 887, les Ouïghours abandonnent doucement leur style de vie semi-nomade et deviennent petit à petit des agriculteurs sédentaires installés dans la région de Qocho.

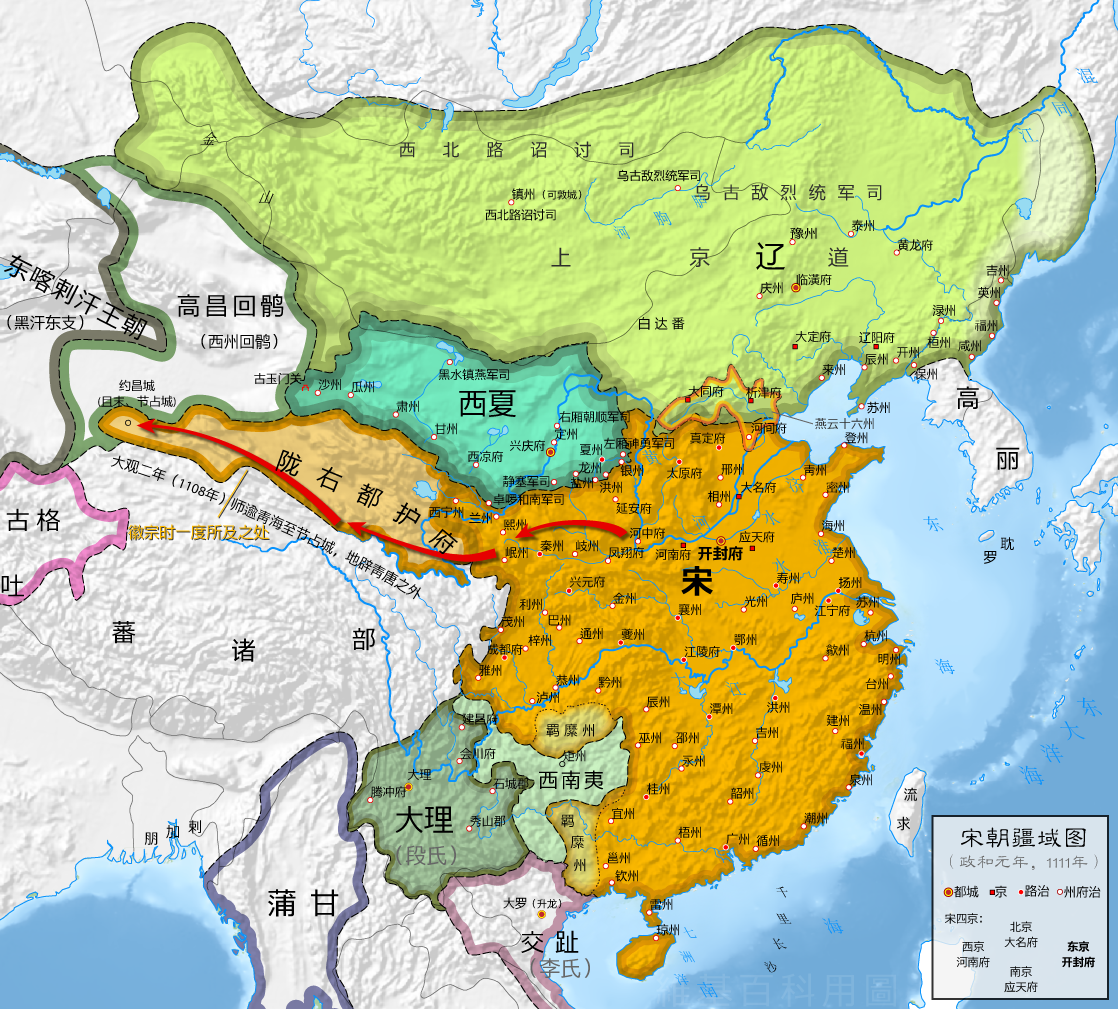
Situation du royaume (en blanc entouré de vert), par rapport à la dynastie Liao (Nord), dynastie des Xia occidentaux (Tangoutes, en turquoise) et dynastie Song (orange à l'Est).

En 954 Ilig Bilgä Tengri prend le pouvoir et en 981, c'est au tour d'Arslan Bilgä Tengri ilig. Ce dernier prend le titre de Süngülüg Khagan en 984. La même année, un envoyé de la dynastie Song arrive à Qocho et livre à son empereur le compte rendu suivant sur la ville :

« Il n'y a pas de pluie ou de neige ici et il fait extrêmement chaud. Chaque année, au moment le plus chaud, les habitants creusent des trous dans le sol pour y vivre à l'intérieur… Ici la terre produit tous les cinq grains, sauf le sarrasin. La noblesse mange de la viande de cheval, tandis que le reste du peuple mange du mouton, des canards sauvages et des oies. Pour jouer de la musique, ils utilisent principalement la pipa et la harpe. Ils produisent des sables, un tissu de coton blanc fin, et un tissu brodé à partir d'étamines de fleurs. Par coutume, ils aiment l'équitation et le tir à l'arc… Ils utilisent le calendrier [Tang] mis en place durant la septième année du règne Kaiyuan (719)… Ils fabriquent des tuyaux en argent ou en laiton et y font couler de l'eau qu'ils s'envoient les uns sur les autres; ou ils se pulvérisent de l'eau les uns sur les autres comme un jeu, pendant qu'ils en appellent à la chaleur du soleil pour chasser la maladie. Ils aiment faire des promenades, et les promeneurs portent toujours avec eux un instrument de musique. Il y a plus de 50 temples bouddhistes ici, et les noms inscrits sur leurs portes ont tous été suggérés par la Cour des Tang. Les temples abritent des copies des écrits bouddhistes (le Dazangjing) ainsi que les dictionnaires Tang Yun, Yupian et Jingyun. Durant les nuits de printemps, les habitants passent le temps en errant entre les temples. Il y a une « tour des écrits impériaux », qui abrite des édits écrits par l'empereur Tang Taizong, ces derniers étant précieusement gardés et protégés. Il y a aussi un temple manichéen, avec des moines persans qui gardent leur propre loi religieuse et qui appellent les écrits bouddhistes la « voie étrangère »… Dans ce pays, il n'y a pas de pauvres ; toute personne à court de nourriture reçoit une aide publique. Les gens vivent jusqu'à un âge avancé, généralement plus de 100 ans. Personne ne meurt jeune. »

Les rois se succèdent et le royaume de Qocho maintient son indépendance, jusqu'en 1130 date à laquelle les Ouïghours se reconnaissent comme étant des vassaux des Kara-Khitans, un khanat fondé par les survivants de la dynastie Liao. À partir de cette date, le royaume ne retrouvera plus jamais sa pleine indépendance. Lorsque les Khitans sont vaincus et détruits par l'Empire Mongol en 1209, ces derniers deviennent les nouveaux suzerains du royaume Ouïghour. Cette situation perdure jusqu'en 1318 date à laquelle, après la mort du roi Negüril Tigin iduq-qut, Qocho est intégré au Khanat de Djaghataï, un des quatre khanats nés de l'éclatement de l'Empire mongol. Après son annexion, l'ancien royaume reste une entité dirigée par des gouverneurs, le dernier d'entre eux étant Ching Timür iduq-qut, qui prend son poste en 1352. Mais même cette semi-existence finit par prendre fin et le royaume disparaît définitivement durant la décennie 1370, peu après la dynastie Yuan.

## Liste des dirigeants du royaume

### Rois de Qocho
- 843 Pangtele fonde le Royaume de Qocho.
- (Lacune dans la chronologie)
- Ilig Bilgä Tengri 954 - 981
- Arslan Bilgä Tengri ilig 981 - 996
- Bügü Bilgä Tengri ilig 996 - 1007
- Alp Arsla Qutlugh Kül Bilgä Tengri Khan 1007 - 1024
- Kül Bilgä Tengri Khan 1024 - 1068
- Tengri Bügü il Bilgä Arslan Tengri Uighur Tärkän 1068 - ????
- (Lacune dans la chronologie)
- Bilgä 1123 - ????
- Yur Temur ???? - ????
- Barčuq Art iduq-qut ???? - 1242.
- Kesmez iduq-qut 1242 - 1246
- Salïndï Tigin iduq-qut 1246 - 1253.
- Ögrünch Tigin iduq-qut 1253 - 1257
- Mamuraq Tigin iduq-qut 1257 - 1266
- Qosqar Tigin iduq-qut 1266 - 1280
- Negüril Tigin iduq-qut 1280 - 1318
- 1318 : mort de Negüril Tigin iduq-qut, annexion par le Khanat de Djaghataï

### Gouverneurs de Qocho
- Tämir Buqa iduq-qut 1322 - 1330
- Senggi iduq-qut 1330 - 1332
- Taipindu iduq-qut 1332 - 1352
- Ching Timür iduq-qut 1352 - ???? dernier gouverneur connu du royaume

## Culture
La population du Royaume de Qocho est composée principalement de Turcs et de Tokhariens, mais on y trouve aussi des Chinois et populations d'origine iranienne, tels les Sogdiens. Selon Peter B. Golden, les Ouïghours ont non seulement adopté le système d'écriture et les croyances religieuses des Sogdiens, comme le manichéisme, le bouddhisme et le nestorianisme, mais ils voient aussi les Sogdiens comme des « mentors », tout en les remplaçant progressivement dans leurs rôles de commerçants de la route de la soie et de pourvoyeurs de la culture sogdienne.
Pendant la période où les Tang ont contrôlé Qocho et Turfan, ainsi que le bouddhisme chinois, ils ont laissé une empreinte durable sur le Royaume de Qocho. C'est ainsi que plus de 50 temples bouddhistes portent des noms choisis par les Tang et les édits proclamés par l'empereur Tang Taizong sont précieusement conservés dans la « tour des écrits impériaux ». Ce sont les bouddhistes ouïghours qui ont créé les fresques murales des temples de Bezeklik et on trouve dans les temples bouddhistes le Dazangjing, c'est-à-dire le canon bouddhiste utilisé en Chine, ainsi que des dictionnaires chinois comme le Jingyun, le Yupian et le Tang Yun. Si le bouddhisme domine la vie spirituelle de Qocho, il n'est pas la seule religion pratiquée et on trouve à la capitale des moines persans qui entretiennent un temple manichéen. Malgré cela, la culture chinoise est très prégnante, au point que le manuscrit persan Hudud al-'Alam qualifie Qocho (Il s'agit ici de la capitale du royaume et non du royaume lui-même) de « ville chinoise ».
Toutefois, cette influence chinoise évolue avec le temps. Ainsi, si les Qocho ont continué à imprimer le dictionnaire chinois de rimes Qieyun, ils finissent par développer leur propre prononciation des caractères chinois, se détachant ainsi de l'influence qu'ont eu les Tang sur la région. Autre signe du prestige, et de la réappropriation, de la culture chinoise chez les Ouïghours, ces derniers voient l'écriture chinoise comme quelque chose de « très prestigieux ». Aussi, lorsqu'ils ont commencé à développer l'alphabet ouïghour, ils ont adapté l'alphabet sogdien, et modifié le sens de l'écriture de horizontalement et de droite à gauche a verticalement et de gauche à droite, afin de reprendre le sens d'écriture et lecture de l'écriture chinoise,.

## Conflit avec les Qarakhanides
Les Ouïghours bouddhistes de Qocho entrent en conflit avec leurs voisins musulmans, la tribu turque des Karlouks du royaume des Qarakhanides; et ce dès la conversion de ces derniers à l'Islam. Pour les Turcs la guerre qu'ils déclenchent contre les Ouïghours est une forme de djihad,,, ce qui en fait un devoir sacré devant être mené à terme. Les Ouïghours y sont alors vus par ces Turcs fraîchement convertis comme des ennemis de l'Islam. Ainsi, dans son « Compendium des dialectes turcs », Mahmoud de Kachgar décrit les Ouïghours sous un jour défavorable. Il y est écrit que « de même que l'épine devrait être coupée à sa racine, l'Ouïghour devrait être frappé à l'œil ». Mahmoud a noté que les Turcs musulmans utilisent le nom péjoratif « Tat » pour parler des Ouïghours bouddhistes, qu'il décrit comme des « infidèles ». Pour être précis, il faut noter que si les chroniques des Turcs des tribus Tuxsi et Taghma, utilisent bien le mot « Tat » pour désigner les « infidèles ouïghours », pour d'autres tribus turques, il désigne les Perses,. Dans tout le Compendium, les termes « bouddhiste » et « ouïghour » sont étroitement liés.
L'attaque lancée par les Turcs contre les Ouïghours est décrite dans les œuvres de Mahmoud de Kachgar, au travers des strophes et des vers de plusieurs poèmes narrant les combats entre les Bouddhistes Ouïghours et les Musulmans Kara-Khanides. La manière dont, durant cette invasion, des temples bouddhistes ouïghours sont profanés, des villes ouïgoures sont envahies et la province de Minglaq devient la cible principale des Karakhanides, est décrite dans les Trois cycles de versets turcs de Mahmoud,,. Le premier cycle rapporte la manière dont les « tribus infidèles » sont défaites dans la vallée d'Irtysh par les Karakhanides ; le second raconte l'attaque des Ouïghours par les Turcs musulmans ; tandis que le troisième et dernier décrit une défaite infligée près d'« une ville entre Tangoutes et la Chine. », Qatun Sini, par le Khan des Tangoutes (dynastie des Xia occidentaux) à ses ennemis,. Cette guerre s’achève par la prise de Qocho par les troupes du Sultan Satuq Bughra Khan, qui donne aussitôt l'ordre de raser les temples bouddhistes de la ville. Par la suite, les Imams et les soldats morts lors de ces combats sont révérés comme des saints.
Mahmoud semble vouer un mépris très particulier au bouddhisme et aux Ouïghours. En effet, alors qu'il a une attitude relativement modérée envers les croyances des devins turcs et les coutumes turques d'avant l'Islam, il exprime envers le bouddhisme une haine spécifique, qui transparaît dans le diwan où il écrit ses cycles de versets sur la guerre contre les Ouïghours. Au-delà du cas spécifique de Mahmoud, ce sont tous les Turcs qui semblent avoir une vision négative du bouddhisme; les mots liés à cette religion prenant chez eux des connotations négatives, comme Burxān ou Furxan,, deux termes désignant Bouddha,, qui deviennent des synonymes d'"idole" dans la langue turque à l'époque de Mahmoud,.
Il est possible que les attaques turques aient poussé certains moines bouddhistes ouïgours à chercher asile dans les territoires de la dynastie des Xia occidentaux (Tangoutes).

## La domination mongole
En 1209, Qocho ne s'oppose pas à la conquête de Gengis Khan mais se reconnaît vassal des Mongols, ce qui met fin à la tutelle des Kara-Khitans sur le pays, et place les Ouïghours en position de servir de lettrés au service de l’État mongol en formation, car ils possédaient un alphabet, tandis que les Mongols n'étaient encore que des nomades analphabètes. Ce ralliement garantira aux Ouïghours de bénéficier d'un traitement favorable de la part des nouveaux maîtres. Ainsi, pour régler les conflits opposant Chinois et Ouïghours, une juridiction mixte spécifique sera créée.
Ce changement de suzeraineté a un impact direct et concret sur la vie du royaume de Qocho. En voici un exemple : après avoir été vaincus par les Mongols,, les Alains deviennent des fidèles serviteurs de ces derniers et sont regroupés dans une unité nommée « Garde Alain de la Droite ». Cette garde se bat aux côtés des soldats « ralliés de fraîche date », dont des soldats chinois. Ces Chinois encadrés par des Alains sont installés par les Mongols dans le royaume de Qocho, où ils fondent une colonie militaire. D'autres soldats chinois sont installés à Besh Balikh, où ils fondent une autre colonie militaire, dirigée par le général chinois Qi Kongzhi. Par la suite, le royaume
Lorsqu'avec l'avènement de Kubilai Khan et l'institution de la dynastie Yuan en 1264 les apanages des fils de Gengis Khan s'établissent en quatre khanats distincts, Qocho reste sous la protection du grand Khan suzerain. Un ordre de préséance à la Cour pour ses différents vassaux est établi qui place les Ouïgours du royaume de Qocho devant les Coréens. Et lorsque le roi de Corée (Wonjong) émet une objection, Kubilai lui répond que le roi ouïgour est plus élevé en rang que le souverain des Qarakhanides, qui à son tour est plus élevé en rang que le roi de Corée, car les Ouïgours se sont rendus aux Mongols les premiers et sans résister, les Qarakhanides se sont rendus après les Ouïgours et les Coréens se sont rendus en dernier, après avoir opposé une forte résistance,.
À la même époque, lorsque Qocho est victime des attaques répétées des forces du khanat de Djaghataï dirigées par Qaidu et de Douwa, les forces sino-mongoles interviennent en défense (et aussi pour leur barrer la route de Karakorum), quoique sans pouvoir éviter les désastreuses destructions des villes ouïgoures.

## Conquête par les musulmans du Khanat de Djaghataï
Les Ouïghours du royaume de Qocho et de Turfan se convertissent à l'islam après la conquête du pays par Khizir Khoja (1389-1399), le dirigeant du Khanat de Djaghataï. Qocho et Turfan sont considérés comme faisant partie de « Khitay », soit la Chine, par Khoja, pour qui la conquête de ce royaume est à la fois une expansion du Dar al islam et un coup porté à ses rivaux de la dynastie Yuan. Après sa victoire, Kizir Khoja impose l'islam à ses nouveaux sujets, ce qui entraîne l'abandon de la ville de Jiaohe. La religion bouddhiste est rapidement remplacée par l'islam et si l'État bouddhiste voisin d'Hami subsiste dans un premier temps, sa conversion à l'Islam marque la fin du bouddhisme dans la région,,.
Après avoir été convertis à l'Islam, les descendants des Ouïghours bouddhistes de Qocho perdent le souvenir de leur héritage ancestral et pensent à tort que ce sont les « infidèles Kalmouks » (les Dzoungars) qui ont construit les monuments bouddhistes présents dans leur région,. Mais malgré cet oubli de leurs origines, les Ouïghours continuent d'être influencés par leurs origines bouddhistes sans même s'en rendre compte. Ainsi, malgré la conversion à l'islam des habitants de la région, la plupart des prénoms encore utilisés à Qumul et Tourfan sont d'origine ouïghoure pré-islamique, tandis que les gens de l'Altishahr utilisent principalement des prénoms liés à l'islam d'origine perse et arabe. Les Ouïgours vivant actuellement dans la région de Taoyuan sont les descendants et derniers représentants des Ouïghours du Royaume de Qocho.

## Images d'Ouïgours bouddhistes et manichéens

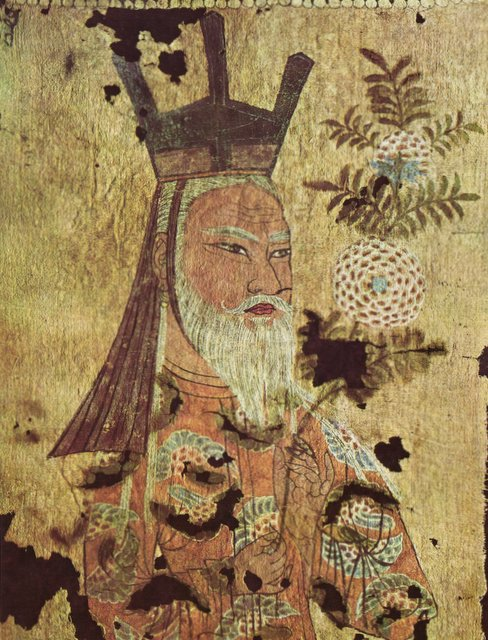
Khagan ouïgour
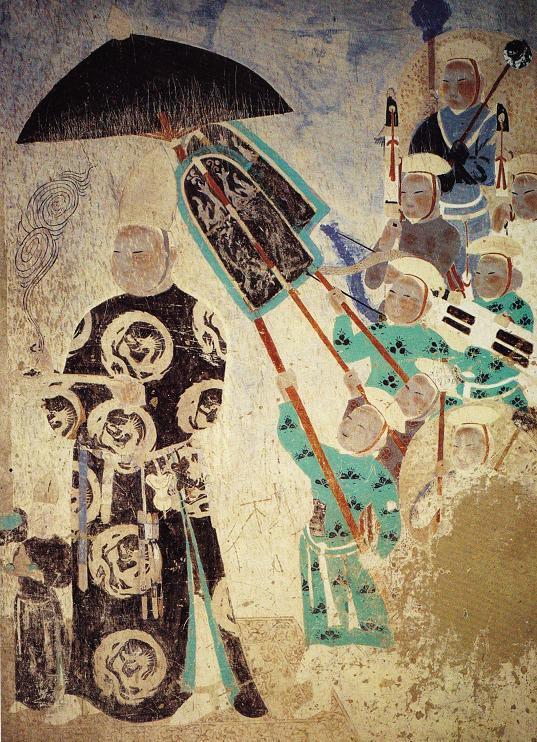
Roi ouïgour de Tourfan
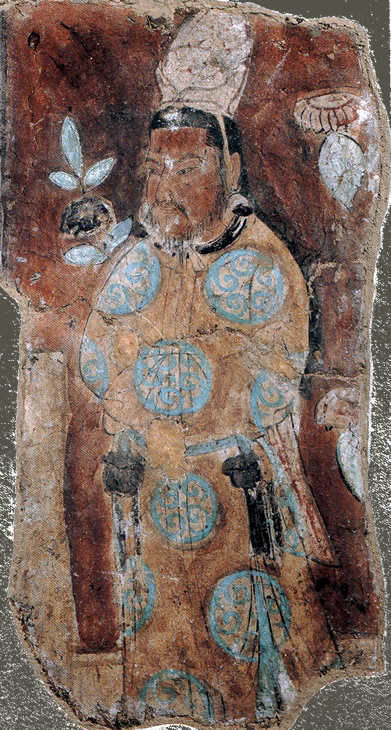
Prince ouïghour des peintures murales de Bezeklik
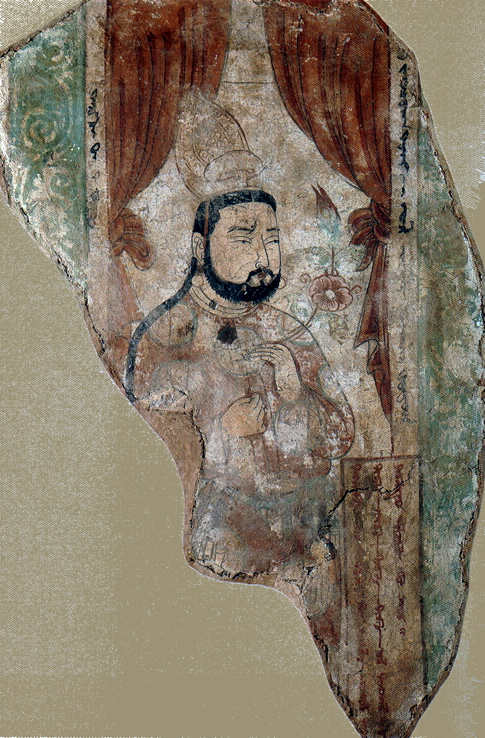
Noble ouïghour des peintures murales de Bezeklik
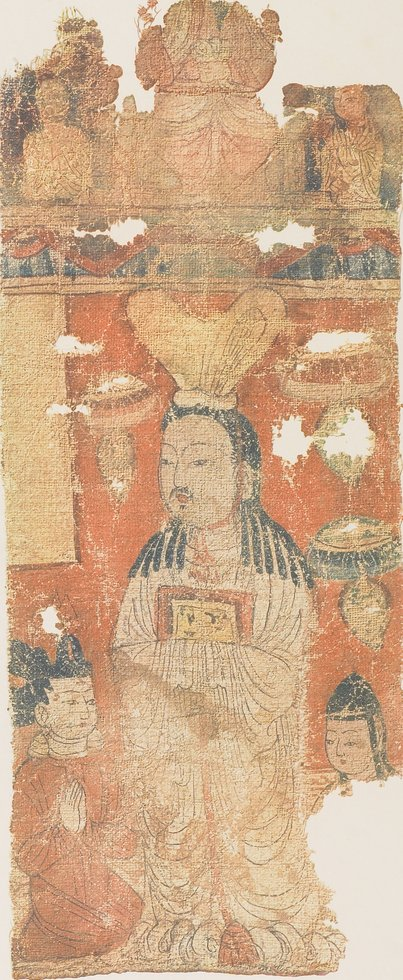
Élu ouïghour représenté sur une bannière manichéenne de Qocho
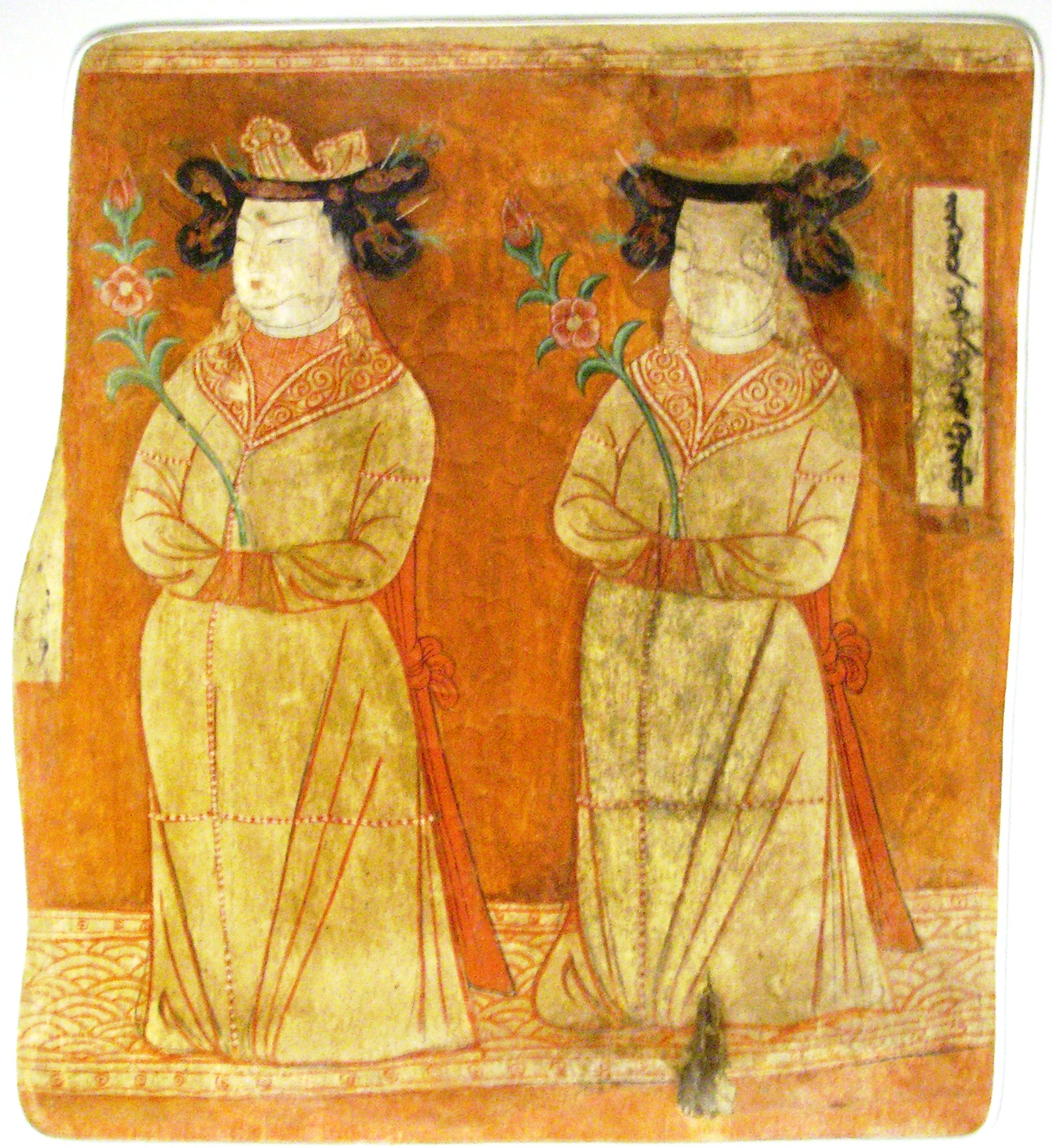
Princesses ouïghoures des peintures murales de Bezeklik
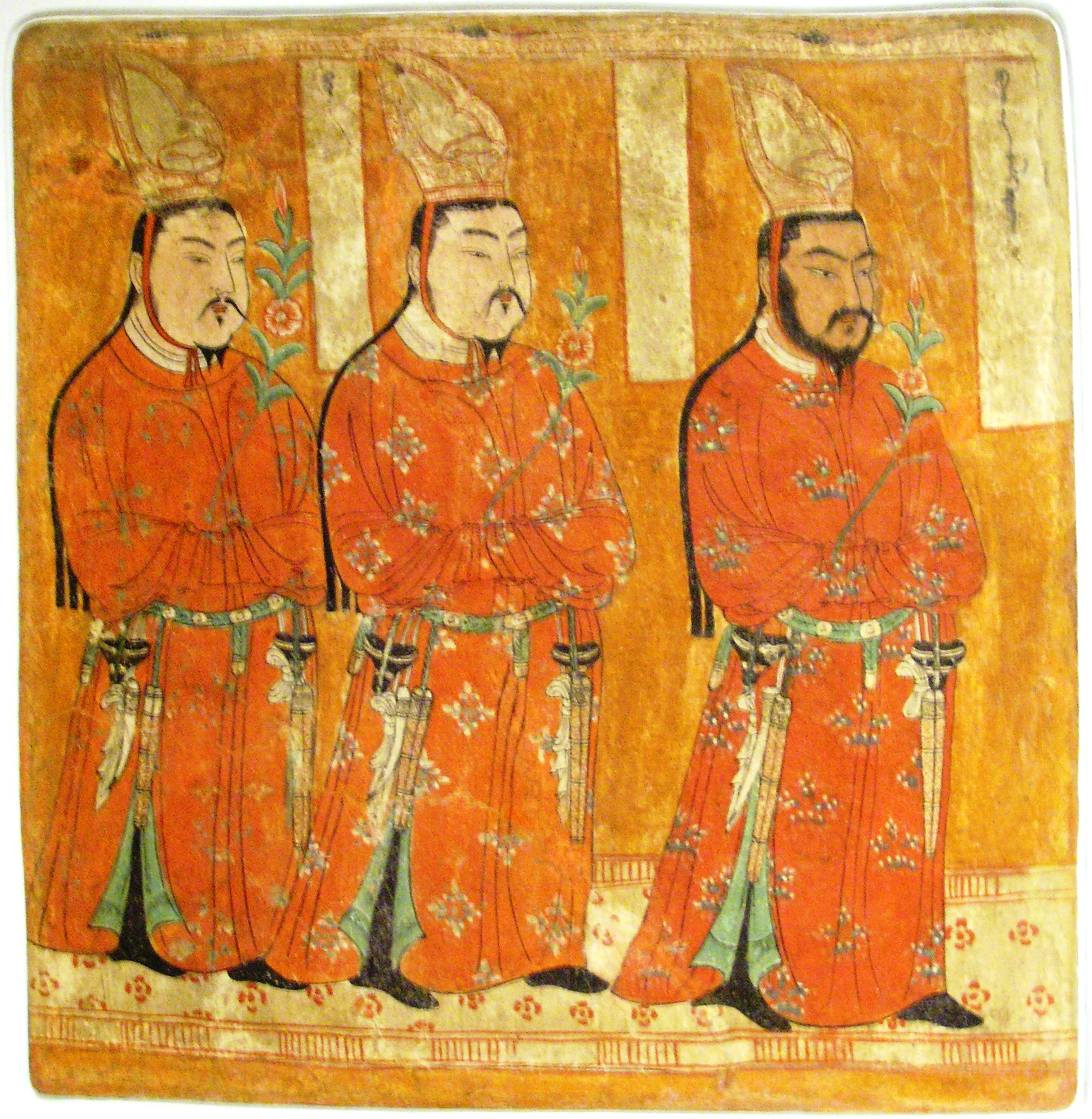
Princes ouïghours des peintures murales de Bezeklik
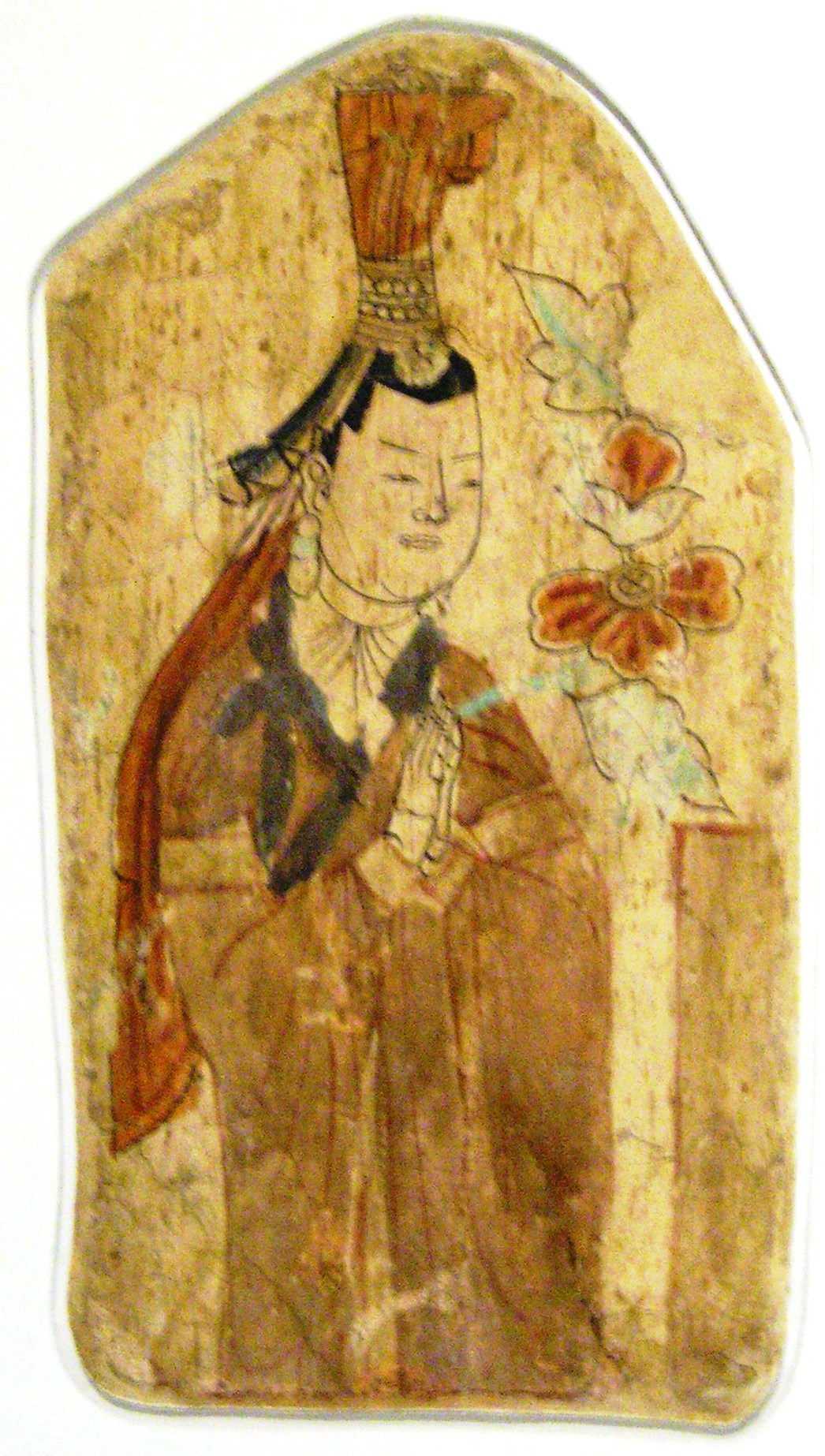
Donateur ouïghour des peintures murales de Bezeklik
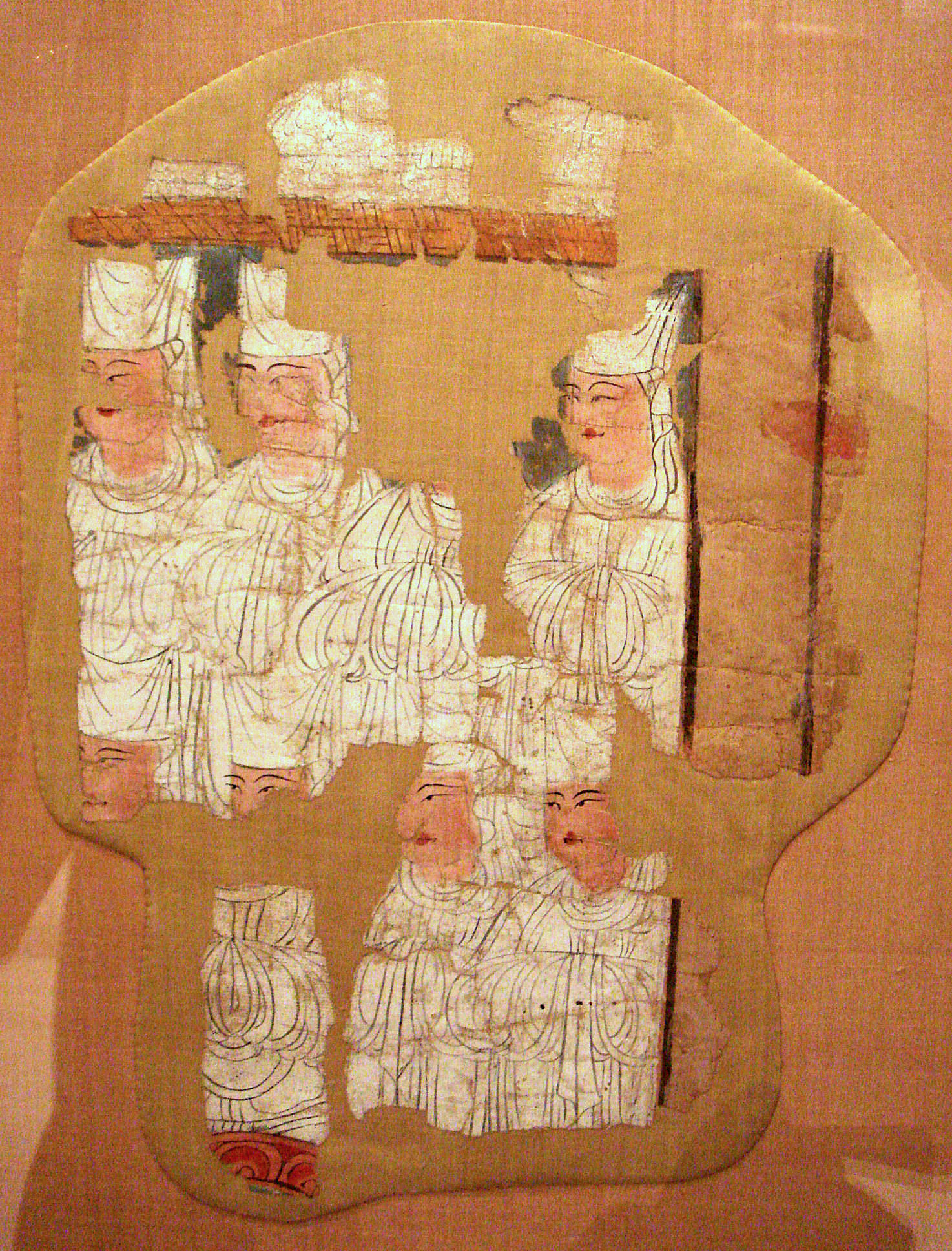
Electae Manichéen ouïghour de Qocho
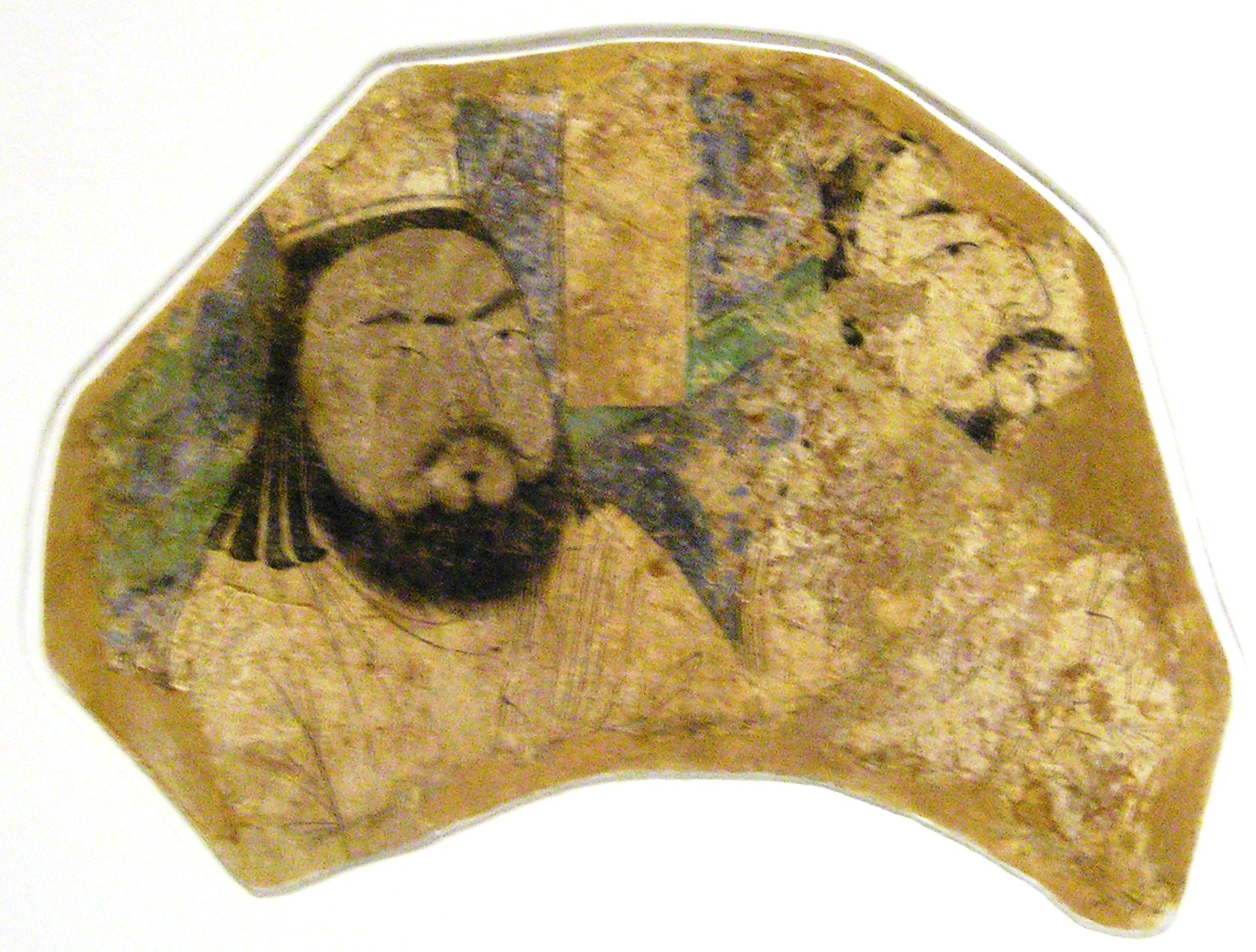
Prêtres manichéens ouïghours de Qocho
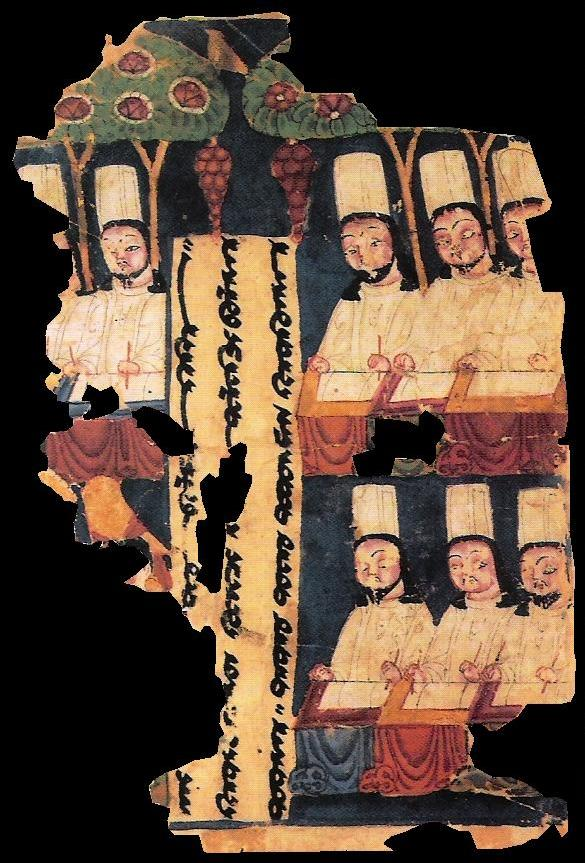
Manichéens ouïghours de Qocho
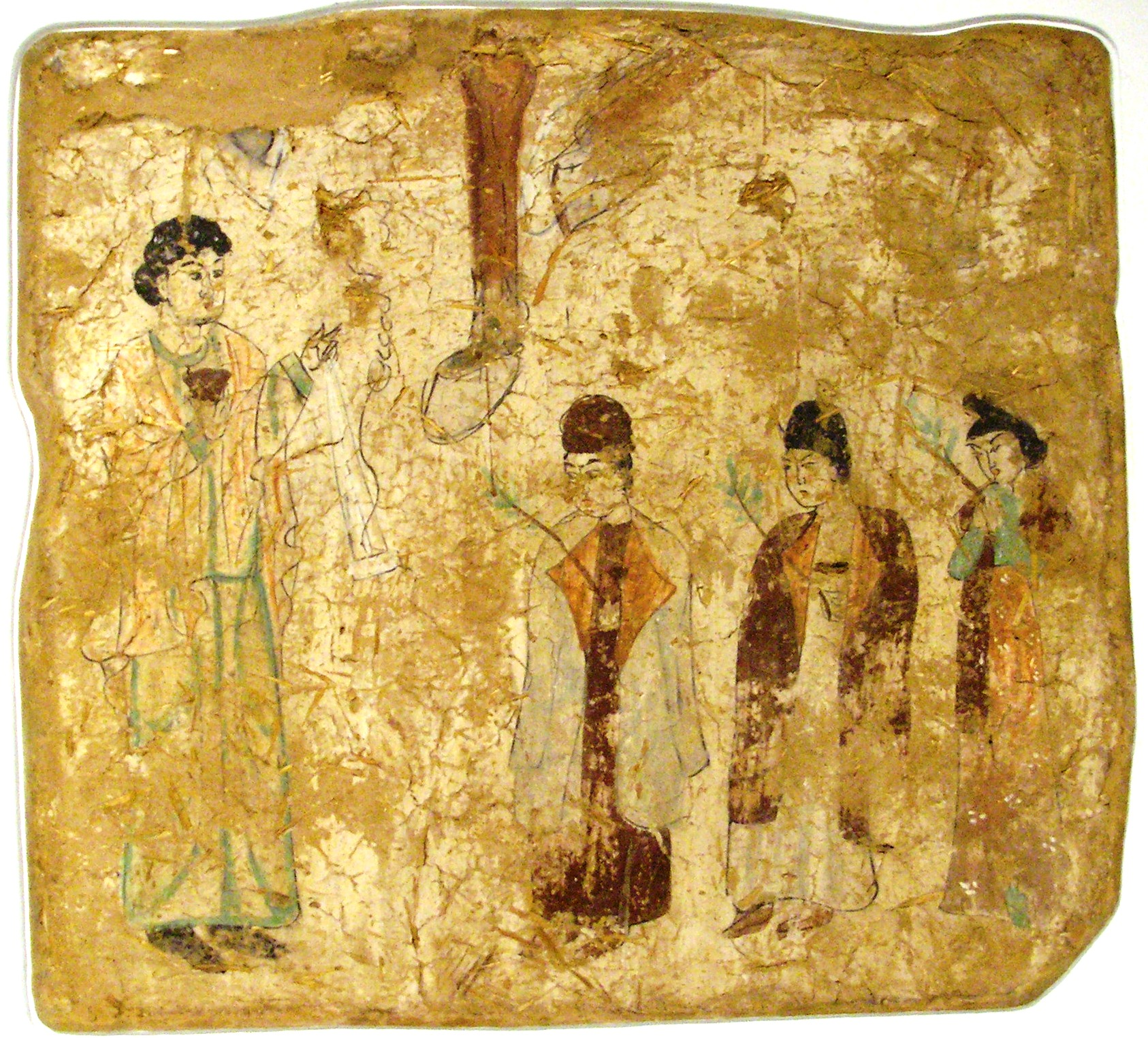
Fresque d'un temple nestorien de Qocho

## Voir également
- Tokhariens
- Sogdiane
- Ouïghours
- Ouïgours de Ganzhou

## Pour approfondir
- Chotscho : vol.1
- Moriyasu Takao, 'The Sha-Chou [Dunhuang] Uighurs and the West Uighur Kingdo', Acta Asiatica: Bulletin of the Institute of Eastern Culture, No. 78